# Locutorio (arquitectura)

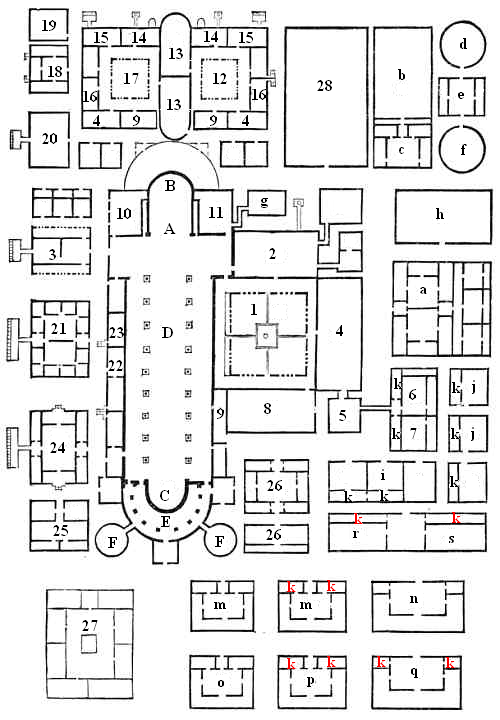
Plano del Monasterio de San Gallo, Suiza.

Locutorio, del latín locutorium, de loqui, con el significado de «hablar», es una sala de un convento o monasterio donde los monjes o monjas pueden recibir visitas y hablar entre ellos pero generalmente están separados por una reja o similar. A veces se habla de «locutorio externo» y también existe esta dependencia en las cárceles.
Ya desde el medievo cristiano, en la arquitectura monástica, como se puede apreciar en el Plano de Abadía de St Gallen (siglo IX), ya aparecía como una sala estándar (referencia número 8 de la planimetría) en la panda oeste del claustro, que a veces se llama «locutorio interno» o simplemente, locutorio.
Esta sala resultaba imprescindible en los monasterios cluniacenses y otras órdenes religiosas pues sus reglas exigen el silencio en el claustro, refectorio y dormitorios. De esta manera, en el locutorio, los monjes podían hablar libremente.
En la ilustración de un monasterio cisterciense se puede observar que ha variado su localización a una posición (referencia 20 del plano) en la panda este del claustro y cerca de la Sala Capitular y aparece un locutorio para legos (conversos) en la referencia 29 de la planimetría).